# Mario Dahm

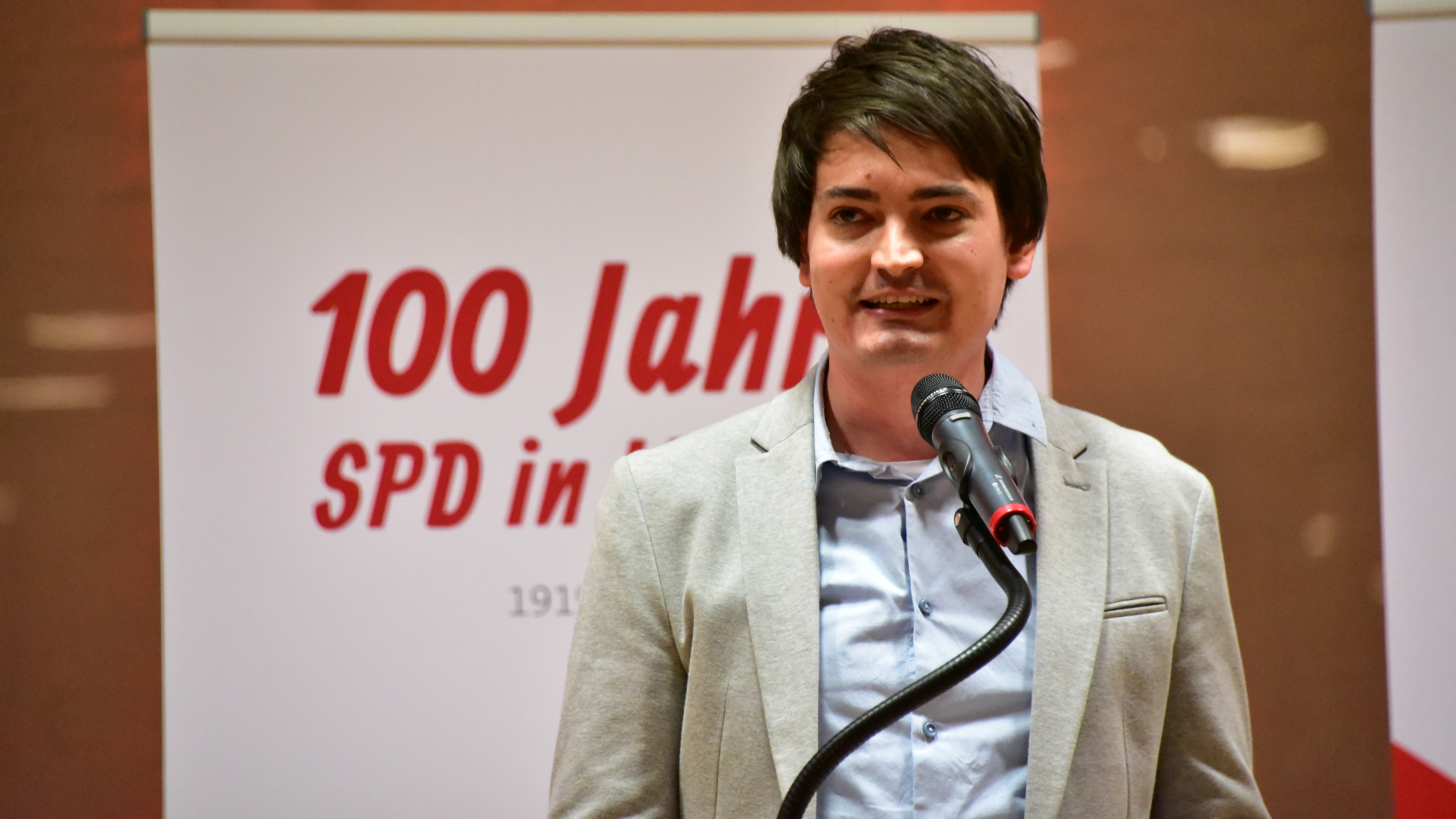
Mario Dahm

Mario Dahm (* 17. August 1989 in Bonn) ist ein deutscher Politiker (SPD) und seit dem 1. November 2020 Bürgermeister der Stadt Hennef (Sieg).

## Leben
Dahm wuchs in Kurscheid auf und besuchte die soeben gegründete Grundschule in Söven. Später wechselte er auf das Gymnasium am Oelberg, an dem er als Schülersprecher aktiv war. 2009 beendete er mit dem Abitur seine Schullaufbahn. Seinen Zivildienst leistete er an der Richard-Schirrmann-Schule im Hennefer Stadtteil Bröl ab. An der Universität zu Köln studierte Dahm Deutsch und Geschichte für das Lehramt an Gymnasien und Gesamtschulen, er schloss mit dem Ersten Staatsexamen ab. Als drittes Unterrichtsfach studierte er Philosophie, dieses Studium schloss er ebenfalls mit Examen ab. Während des Studiums, das von der Begabtenförderung der Friedrich-Ebert-Stiftung gefördert wurde, war er im politischen Bereich tätig, etwa als Mitarbeiter im Deutschen Bundestag und im Landtag von Nordrhein-Westfalen. Im Jahr 2017 begann er ein aufgrund seiner Wahl zum Bürgermeister derzeit ruhendes Promotionsprojekt am Historischen Institut der Universität zu Köln und studierte Politik- und Verwaltungswissenschaften. Bis zu seiner Wahl zum Bürgermeister arbeitete er als Wissenschaftlicher Mitarbeiter im Büro des Bundestagsabgeordneten und Parlamentarischen Staatssekretärs Sebastian Hartmann.

## Politik
Dahm ist seit 2008 Mitglied der SPD, schon ein Jahr nach seinem Eintritt begann er sich kommunalpolitisch zu engagieren. 2014 wurde er erstmals in den Rat der Stadt Hennef gewählt, dort war er das jüngste Ratsmitglied. Daneben war er u. a. von 2014 bis 2021 Kreisvorsitzender der Jusos im Rhein-Sieg-Kreis und gehörte dem Landesparteirat der NRWSPD an. Heute ist er der stellvertretende Unterbezirksvorsitzende der SPD im Rhein-Sieg-Kreis und vertritt den Rhein-Sieg-Kreis u.a. auf Bundesparteitagen der SPD.
Für die Kommunalwahl 2020 wurde Dahm von der SPD als Kandidat für das Bürgermeisteramt nominiert. Im ersten Wahlgang erhielt er 37,19 % der gültigen Stimmen und zog damit in die Stichwahl gegen Amtsinhaber Klaus Pipke von der CDU ein, der 45,68 % erreichte. Die Stichwahl um das Bürgermeisteramt am 27. September 2020 gewann Dahm mit 58,67 % gegen Pipke. Er trat sein Amt am 1. November 2020 an.

## Amtsführung
In seine erste Amtszeit zwischen 2020 und 2025 fallen wichtige Investitionen in die Infrastruktur der Stadt Hennef, wie der Neubau von Feuerwehrhäusern in Söven, Stadt Blankenberg und Hossenberg, die Sanierung von Straßen, der Ausbau von Radverbindungen, die Sanierung von Sportstätten oder der Neubau der Förderschule in der Geisbach. Nach einem Starkregenereignis in 2021 baute Dahm ein Klimaanpassungsmanagement in der Stadtverwaltung auf und brachte Maßnahmen wie ein Starkregen- und Hochwasserschutzkonzept und einen Hitzeaktionsplan auf den Weg. Mit der Einführung von Schnellbussen und der Kleinbuslinie "Siegtalhüpfer" konnte der Nahverkehr ausgebaut und durch einen eigenen Notarztstandort die notfallmedizinische Versorgung verbessert werden. Ein Digitalisierungskonzept, der Glasfaserausbau und die erste Stadt-App brachten der Digitalisierung einen Schub. Über 35 Millionen Euro konnten zwischen 2020 und 2025 durch ein gezieltes Fördermittelmanagement als Fördermittel der EU, des Bundes und des Landes in Projekte in Hennef fließen.
Das Projekt "autofreier Schulcampus" inklusive Beteiligungsformate und erfolgreichem Verkehrsversuch wurde durch eine Fachjury beim Deutschen Verkehrsplanungspreis 2024 ausgezeichnet. Die Anerkennung nahm Dahm für die Stadt Hennef in Frankfurt a. M. entgegen.
Als Bürgermeister führte Dahm u. a. Bürgersprechstunden, Kinder- und Jugendsprechstunden, Online-Beteiligungsformate und die Übertragung der Ratssitzungen im Internet ein. Zudem ist er in sozialen Netzwerken aktiv, u. a. mit Videos in dem Format "Der Bürgermeister erklärt". 
Auf der Mahnwache "Hennef bleibt bunt" am 30.01.2024 hielt Dahm als Hauptredner vor rund 2.500 Teilnehmenden eine viel beachtete Rede für die Demokratie und warnte vor aufkommenden antidemokratischen, rassistischen und nationalistischen Tendenzen.

## Coronaimpfung
Im Januar 2021 wurde bekannt, dass, nachdem bei einer Impfaktion in einem Hennefer Seniorenheim noch Impfdosen verfügbar gewesen waren, u. a. Dahm gegen das Coronavirus geimpft wurde, obwohl dies zu diesem Zeitpunkt für seine Altersgruppe noch nicht vorgesehen war. Diese Entscheidung zog erhebliche Kritik der Öffentlichkeit nach sich. Unter anderem kritisierte NRW-Gesundheitsminister Karl-Josef Laumann (CDU) Dahm mehrfach öffentlich und mahnte Amtsträger bei Corona-Impfungen zur Zurückhaltung.